# Diane-et-Kerprich
Diane-et-Kerprich est une ancienne commune de la Moselle ayant existé de 1972 à 1985. Elle a été créée en 1972 par la fusion des communes de Diane-Capelle et de Kerprich-aux-Bois. En 1985 elle a été supprimée et les deux communes constituantes ont été rétablies.